# Župa (Tutin)
Župa (em cirílico: Жупа) é uma vila da Sérvia localizada no município de Tutin, pertencente ao distrito de Ráscia, na região de Ráscia e Sanjaco. A sua população era de 657 habitantes segundo o censo de 2011.

## Demografia
| 1948 | 1953 | 1961 | 1971 | 1981 | 1991 | 2002 | 2011 |
| ---- | ---- | ---- | ---- | ---- | ---- | ---- | ---- |
| 279  | 252  | 261  | 328  | 350  | 274  | 344  | 657  |